# パテルナ
パテルナ（Paterna）は、スペイン・バレンシア州バレンシア県のムニシピ（基礎自治体）。州都バレンシアの北西約5km、トゥリア川左岸にある。

## 歴史
パテルナに人が定住していた最古の痕跡は、新石器時代と青銅器時代にさかのぼる。イベリア人も、防衛用の壁や住居の壁跡から定住が確認されている。ウァレンティア（バレンシア）、エデタ（リリア）、サグントゥム（サグント）で記された文献でローマ人の到来が示されている。パテルナとはラテン語のpaternusまたは、財産の社会的および法的地位に言及した『父に属する』に由来する。パテルナ市内にはマサマグレイへ伸びる水道橋の跡がある。
イスラム支配時代、パテルナには陶器製造の他、農業が盛んに行われていた。アラブ人たちの灌漑技術が導入され、農地ではコメやオレンジを栽培していた。1237年4月、パテルナ住民は平和にアラゴン王ジャウマ1世を入城させた。
17世紀のモリスコ追放はパテルナ経済を減速させ、人口の急激な減少を招いた。アンシャン・レジーム時代、パテルナに積もり積もっていた政治的・社会的状況の悪化はさらに進んだ。1769年布告の王令では、マラリアの発生を防ぐためコメ栽培が禁止された。
19世紀は農業が復活し、1866年には水道が敷設され、1881年には新しい市庁舎ができ、1888年には狭軌鉄道が敷かれた。人口統計の上ではパテルナへの住民移動がみられた。バレンシアの中流階級のコテージや民家建設、防衛軍の兵舎建設があげられる。

## 人口
| パテルナの人口推移 1900－2014                           |
|                                                         |
| 出典:INE（スペイン国立統計局）1900年 - 1991年、1996年 - |

## 政治

### 首長一覧
| 任期      | 首長名                                                            | 政党         |
| --------- | ----------------------------------------------------------------- | ------------ |
| 1979–1983 | ベルナルディーノ・ヒメネス・サントス                              | PSPV-PSOE    |
| 1983–1987 | ベルナルディーノ・ヒメネス・サントス                              | PSPV-PSOE    |
| 1987–1991 | ベルナルディーノ・ヒメネス・サントス                              | PSPV-PSOE    |
| 1991–1995 | ホセ・エンリケ・バルゲス・ロペス                                  | PSPV-PSOE    |
| 1995–1999 | ホセ・ロメーロ (95-97) フランシスコ・ボルエイ・パラシオス (97-99) | PP PSPV-PSOE |
| 1999–2003 | フランシスコ・ボルエイ・パラシオス                                | PSPV-PSOE    |
| 2003–2007 | フランシスコ・ボルエイ・パラシオス                                | PSPV-PSOE    |
| 2007–2011 | ロレンソ・アウグスト・ポンス                                      | PP           |
| 2011–2015 | ロレンソ・アウグスト・ポンス (11-14) エレナ・マルティネス (14-15) | PP           |
| 2015–2019 | フアン・アントニオ・サグレド                                      | PSPV-PSOE    |
| 2019–2023 | n/d                                                               | n/d          |
| 2023–     | n/d                                                               | n/d          |

## 交通
- 鉄道 - メトロバレンシア
- 道路 - アウトビア7号線（es:Autovía del Mediterráneo）、アウトビア3号線（es:Autovía del Este）

## 姉妹都市
- アデヘ、スペイン
- バーバンク、アメリカ合衆国
- マリーノ、イタリア[3][4]